# Csáthy György
Csáthy György (Debrecen, 1772. május 16. – Debrecen, 1817. augusztus) nyomdász és könyvkereskedő, 1804-től haláláig a debreceni városi nyomda vezetője.

## Életrajza
A könyvnyomtatást Trattner Mátyás pesti nyomdájában tanulta meg, majd a Kiliánnál a könyvárusságot. Pestről Pozsonyba került, ahol három esztendeig dolgozott a Landerer-féle tipográfiában. Itt érte a debreceni tanács meghívása.
Állását 1804. február 1-jén foglalta el. Néhány hónapra rá meg is nősült, Kiss István pesti könyvkereskedő Rákhel nevű leányát vette feleségül. Kiss István a debreceni nyomda krónikásaként már a következő esztendőben könyvesboltot nyitott Debrecenben, majd 1805-ben Csáthy György az apósa, Kiss István által alapított debreceni könyvkereskedés vezetését is átvette. A tizenhárom éves itteni működése alatt többet és jobbat termelt a debreceni nyomda, mint bármikor előtte, az itt töltött évek alatt a nyomdát korszerűsítette és felvirágoztatta.
Sikereiben a Debreceni írói körnek is nagy része volt, amely sikerhez hozzá járult a tudós Budai Ézsaiás, Diószegi Sámuel, Fazekas Mihály, Földi János, és bizonyos mértékben Csokonai Vitéz Mihály, a fiatalon elhalt nagy költő tevékenysége is. Csáthy György szeretettel támogatta e jeles íróinkat, értékes munkáikat mindig méltó köntösben igyekezett a magyar közönség elé juttatni.